# Strobel (Familienname)
Strobel ist ein deutscher Familienname.

## Namensträger

### A
- Adam Walther Strobel (1792–1850), deutscher Gymnasiallehrer, Historiker des Elsass und evangelischer Geistlicher
- Al Strobel (1939–2022), US-amerikanischer Schauspieler
- Alexander Strobel (* 1973), deutscher Psychologe und Hochschullehrer
- Andreas Strobel (* 1972), deutscher Skibergsteiger und Mountainbike-Radsportler
- Anja Strobel (* 1974), deutsche Psychologin und Hochschullehrerin
- Arno Strobel (* 1962), deutscher Schriftsteller
- Aron Strobel (* 1958), deutscher Gitarrist, Songwriter und Musikproduzent
- August Strobel (1930–2006), deutscher evangelischer Theologe

### B
- Bartholomäus Strobel (1591–1647), deutscher Maler
- Benedikt Strobel (* 1979), deutscher Philosoph und Hochschullehrer
- Bernhard Strobel (* 1982), österreichischer Autor und Übersetzer aus dem Norwegischen
- Boguslaw Jan Strobel (* 1946), polnischer Pianist, Hochschullehrer und Philosoph

### C
- Carina Strobel (* 1997), deutsche Eishockeyspielerin
- Carl Strobel (1895–nach 1942), deutscher Politiker (NSDAP), MdR
- Christa Strobel (1924–2018), deutsche Schauspielerin

### E
- Edgar Strobel (1899–1973; Pseudonyme: G. F. Baker, Nils Krüger, Jan Boysen), deutscher Schriftsteller, siehe  Nils Krüger (Schriftsteller)
- Elfriede Strobel (* 1948), österreichische Politikerin (SPÖ)
- Eric Strobel (* 1958), US-amerikanischer Eishockeyspieler
- Erich Strobel (1914–1943), Widerstandskämpfer gegen den Nationalsozialismus
- Ernst Strobel (1903–1974), deutscher Geologe

### F
- Ferdinand Strobel (1908–1999), Schweizer Jesuit und Kirchenhistoriker
- Frank Strobel (* 1966), deutscher Dirigent
- Franz Strobel (Notar) (1797–1847), deutscher Notar und Verwalter
- Franz Strobel (Schauspieler) (1826–1888), deutscher Theaterschauspieler und Sänger
- Friedrich Strobel (1822–1875), deutscher Jurist und Politiker
- Friedrich Wilhelm Strobel (1817–1905), deutscher Unternehmer
- Fritz Strobel (1888–1972), deutscher Politiker (DNVP, CSU), MdL Bayern

### G
- Gabriele Strobel-Eisele (* 1953), deutsche Erziehungswissenschaftlerin und Hochschullehrerin
- Gary A. Strobel (* 1938), US-amerikanischer Mikrobiologe
- Genaro Strobel (* 1984), deutscher Künstler
- Georg Strobel (Politiker, 1554) (1554–1625), deutscher Kantor und Politiker, Bürgermeister von Bitterfeld
- Georg Strobel (Maler) (1735–1792), deutscher Maler
- Georg Strobel (Politiker, 1883) (1883–1923), deutscher Politiker (SPD), MdL Baden
- Georg Strobel (Eishockeyspieler), deutscher Eishockeyspieler
- Georg Strobel (Turner) (1909–nach 1941), deutscher Turner
- Georg Theodor Strobel (1736–1794), deutscher Theologe und Kirchenhistoriker
- Georg Waldemar Strobel (1923–2010), deutscher Politikwissenschaftler und Hochschullehrer

### H
- Hans Strobel (Architekt) (1881–1953), deutscher Architekt und Stadtplaner
- Hans Strobel (Volkskundler) (1911–1944), deutscher Volkskundler
- Hartwig Strobel (* 1937), deutscher Kameramann und Drehbuchautor
- Heinrich Strobel (1898–1970), deutscher Musikwissenschaftler
- Hellmuth Strobel (1905–1978), deutscher Marineoffizier
- Horst Strobel (1936–2023), deutscher Ingenieur, Professor und Rektor in Dresden

### J
- Jakob Strobel y Serra (* 1966), deutscher Redakteur und Autor
- Jochen Strobel (* 1966), deutscher Literaturwissenschaftler
- Julius Strobel (1814–1884), deutscher Orgelbauer

### K
- Kai Strobel (* 1992), deutscher Schlagzeuger, Perkussionist und Komponist
- Karl Strobel (* 1954), deutscher Althistoriker
- Karl Friedrich Strobel (1836–1897), württembergischer Oberamtmann
- Käte Strobel (1907–1996), deutsche Politikerin (SPD) und Ministerin
- Katja Strobel (* 1974), deutsche Schauspielerin und Synchronsprecherin

### L
- Lee Strobel (* 1952), US-amerikanischer Journalist, Buchautor und Pastor
- Ludwig Strobel, deutscher Fotograf
- Ludwig Strobel (Beamter) (1923–2020), deutscher Beamter
- Lukas Strobel (* 1989), deutscher Rapper und Produzent, siehe Alligatoah

### M
- Maike Boerdam-Strobel (* 1976), niederländische Musicaldarstellerin und Schauspielerin
- Martin Strobel (* 1986), deutscher Handballspieler
- Matthias Strobel (* 1967), deutscher Übersetzer und Literaturagent
- Max Strobel (1912/13–?), deutscher Polizist

### O
- Otmar Strobel (* vor 1967), deutscher Posaunist und Alphornist
- Otto Strobel (1872–1940), deutscher Politiker (DVP), Oberbürgermeister in Pirmasens
- Otto Strobel (Musikwissenschaftler) (1895–1953), deutscher Archivar und Musikwissenschaftler
- Otto Strobel (Maler) (1900–1957), deutscher Maler

### P
- Pellegrino Strobel de Primiero (1821–1895), italienischer Geologe
- Peter Strobel (* 1970), deutscher Politiker (CDU)
- Philipp Joseph Strobel (1705–1769), deutscher Mediziner und Hochschullehrer

### R
- Ricarda Strobel (* 1954), deutsche Medienwissenschaftlerin
- Robert Strobel (1898–1994), deutscher Journalist und Rechtswissenschaftler
- Rudi Strobel (1928–2016), deutscher Generalmajor des Ministeriums für Staatssicherheit
- Rudolf Strobel (* 1941), deutscher Maler

### S
- Sabine Strobel (* 1951), deutsche Schauspielerin, Synchronsprecherin und Dialogregisseurin, siehe Sabine Sebastian
- Simone Strobel (1980–2005), deutsche Kindergärtnerin, Tötungsopfer
- Stefanie Strobel (* 1970), deutsche Ordensgeistliche

### T
- Theodor Strobel (?–1922), deutscher Unternehmer (Pirastro)

### W
- Walter Strobel (1910–nach 1980), deutscher Bibliothekar und Politiker (SED-Abgeordneter Bezirkstag Erfurt)
- Wilhelm Strobel (1931–2010), deutscher Ökonom und Hochschullehrer
- Wolf Strobel (1915–1978), deutscher Maler und Grafiker
- Wolfgang Strobel (Fußballspieler) (1896–1945), deutscher Fußballspieler
- Wolfgang Strobel (Handballspieler) (* 1983), deutscher Handballspieler